# St. Josef Krankenhaus Moers
Das St. Josef Krankenhaus ist ein Krankenhaus an der Asberger Straße 4 in Moers. Träger ist die St. Josef Krankenhaus GmbH. Zum Krankenhaus gehört eine Abteilung für Geburtshilfe. Weitere Fachbereiche sind unter anderem Anästhesie, Neurologie, Rheumatologie, Kardiologie und Nuklearmedizin. Die Klinik ist akademisches Lehrkrankenhaus der deutschen Niederlassung der Universität für Medizin, Pharmazie, Naturwissenschaften und Technik (Neumarkt a. M.).

## Geschichte
Am 3. Mai 1908 wurde das St. Josef Krankenhauses durch Pfarrer Hermann Horstmann eingeweiht.